# Грузовместимость
Грузовместимость — общий объём помещений (трюмов) судна, предназначенных для размещения груза. Различают грузовместимость зерновую (общая вместимость трюмов при перевозке любых грузов «навалом», «насыпью») и грузовместимость киповую (общая вместимость трюмов при перевозке генеральных грузов). Разница между ними колеблется в пределах от 5 до 10 %.

## Валовая вместимость
Под валовой вместимостью понимается объём помещений судна, определяемый по специальным Правилам обмера и служащий для расчёта сбора в портах. При этом учитывается объём всех помещений под верхней палубой, в надстройках и рубках, за исключением междудонного пространства, топливных и балластных цистерн.

## Чистая вместимость
Под чистой вместимостью понимается только объём коммерчески эксплуатируемых помещений.
Валовая и чистая вместимости измеряются в регистровых тоннах, являющихся единицами объёма, а не веса: 1 рег. т = 2,83 м³ (100 фут³).